# Jean-Claude Alain
Ne doit pas être confondu avec Jean-Claude Allain.
Jean-Claude Alain (né le 5 février 1916 à Mirande (Gers) et mort le 1er février 2009 dans le 18e arrondissement de Paris), de son vrai nom Jean Henry Léopold, est un écrivain et le fondateur en France des Scouts d'Europe.

## Biographie
Il est d'abord connu comme écrivain de nombreux romans scouts et jeunesse essentiellement dans les collections « Jamboree », qu’il a fondée, et « Signe de piste ». Il utilise de nombreux pseudonymes : Jean-Marie Dooz et Alain Tersen pour la collection Signe de Piste et Jean Erland, Rennie Mowgli et Bernhardt Walbach pour d'autres éditeurs.
De religion orthodoxe, il est scout de France et éclaireur unioniste, avant de fonder l'Association nationale des scouts russes, une petite association française dont il devient le président. En 1956, Jean-Claude Alain participe à la création de la Fédération du scoutisme européen à Cologne et en devient le premier commissaire fédéral. En 1958, il crée la section française de cette association, l'Association des guides et scouts d'Europe. Après l’adhésion en 1962 des Scouts Bleimor aux scouts d’Europe, il est évincé de cette association par Pierre Géraud-Keraod.
À la suite de son éviction, JCA crée un « Comité de défense des Scouts d'Europe » qui devient en 1963 l’« Association française des Scouts d'Europe ». L'AGSE et Keraod attaquent en justice cette association pour usurpation de son nom, de ses insignes et des titres de ses revues. Il renomme alors l’association « Mouvement scout européen » et change d’insignes, ce qui lui permet de gagner le procès en première instance puis en appel. Ce mouvement n’a plus d’existence aujourd'hui.
Il anima, jusqu'en 1994, le "Théâtre de la Petite Ourse", théâtre de marionnettes situé dans le jardin des Tuileries à Paris.
Personnage controversé, il sera notamment qualifié par Pierre Géraud-Keraod, qui l'écartera des Scouts d'Europe, de « suspect au double point de vue de la morale et de la religion ». Dans son journal, son ami l'écrivain Gabriel Matzneff, pédéraste revendiqué, lui attribue plusieurs propos ambigus sur le sujet : « Il me cite l'exemple de deux jeunes garçons qui s'aimaient éperdument, qu'il savait rendre heureux en les envoyant tous deux en voyage d'exploration, et qu'il l'avait fait. »